# Raphael Schweda
Raphael Schweda, né le 17 avril 1976 à Rostock, est un coureur cycliste allemand. Professionnel de 1999 à 2003, il a notamment remporté le Tour de Nuremberg en 2000, et s'est classé deuxième de la HEW Cyclassics 1999.

## Palmarès
- 1994
  - 3e du championnat d'Allemagne sur route juniors
- 1996
  - 4e étape du Tour de Bavière
  - 2e de l'Erzgebirgsrundfahrt
- 1997
  - Prologue du Tour de Suisse orientale
- 1998
  - Grand Prix de Francfort espoirs
  -  Médaillé de bronze du championnat d'Europe sur route espoirs
- 1999
  - 5e étape du Tour de Rhénanie-Palatinat
  - 2e du Circuit de Campine
  - 2e de la HEW cyclassics
- 2000
  - Tour de Nuremberg
- 2001
  - 3e du Tour de Suède

## Résultats sur les grands tours

### Tour d'Italie
1 participation 
- 2002 : 78e

### Tour d'Espagne
2 participations 
- 2001 : 131e
- 2003 : 104e